# Stills (Stephen Stills-album)
Stills är ett musikalbum av Stephen Stills, utgivet i juni 1975. Det var hans tredje album som soloartist och det första efter att ha bytt skivbolag till Columbia Records.
Albumet nådde som bäst 19:e plats på den amerikanska Billboardlistan. "Turn Back the Pages" blev en mindre singelhit.

## Låtlista
1. "Turn Back the Pages" (Donnie Dacus/Stephen Stills) - 4:04
2. "My Favorite Changes" (Stephen Stills) - 2:50
3. "My Angel" (Stephen Stills/Dallas Taylor) - 2:25
4. "In the Way" (Stephen Stills) - 3:35
5. "Love Story" (Stephen Stills) - 4:11
6. "To Mama from Christopher and the Old Man" (Stephen Stills) - 2:15
7. "First Things First" (Joe Schermie/Jo Smith/Stephen Stills) - 2:10
8. "New Mama" (Neil Young) - 2:21
9. "As I Come of Age" (Stephen Stills) - 2:33
10. "Shuffle Just as Bad" (Stephen Stills) - 2:39
11. "Cold Cold World" (Donnie Dacus/Stephen Stills) - 4:38
12. "Myth of Sisyphus" (Kenny Passarelli/Stephen Stills) - 4:28